# Alalkomenai (Ithaka)
Alalkomenai (altgriechisch Ἀλαλκομεναί) war eine antike Stadt auf der Insel Ithaka.
Plutarch berichtet nach der Darstellung des Istros, eines Schülers des Kallimachos, von dem Mythos, der zum Namen der Stadt führte. Antikleia habe ihren Sohn Odysseus in der Nähe des Heiligtums der Athene Alalkomeneis im boiotischen Ort Alalkomenai geboren, worauf der Vater Laertes die Stadt nach dem boiotischen Ort benannt habe. Strabon verortet die Stadt unter Berufung auf Apollodor auf der kleinen Insel Asteria. Da die Insel jedoch zu klein für eine Stadt ist, beruht die Lokalisierung Strabons wohl auf einem Missverständnis.
Im Lexikon von Stephanos von Byzanz wird Alalkomenai unter der Namensform Alkomenai (griechisch Ἀλκομεναί) geführt.